# Давід Пуцлін
Давід Пуцлін (хорв. David Puclin, нар. 17 червня 1992, Чаковець) — хорватський футболіст, опорний півзахисник полтавської «Ворскла».

## Ігрова кар'єра
Народився 17 червня 1992 року в місті Чаковець. Вихованець футбольної школи клубу «Вараждин».
У дорослому футболі дебютував 2011 року виступами за команду «Меджимурьє», в якій провів один сезон, взявши участь у 27 матчах другого дивізіону країни. За його результатами команда зайняла 13 місце і понизилась у класі, але Пуцлін залишився у другому дивізіоні, перейшовши у «Горицю» (Велика Гориця). Втім у новій команді Пуцлін закріпитись не зумів, зігравши лише одну гру в чемпіонаті, і незабаром повернувся у «Меджимурьє», де грав у третьому дивізіоні до кінця сезону 2013/14, а наступний сезон провів там же, граючи за «Шибеник».
У серпні 2015 року Пуцлін став гравцем «Саарбрюкена», що виступав у німецькій Регіоналлзі, четвертому дивізіоні країни, де провів наступний сезон, зігравши у 27 іграх чемпіонату, після чого покинув клуб.
У вересні 2016 року на правах вільного агента підписав угоду з клубом «Істра 1961», у складі якого дебютував у вищому хорватському дивізіоні і виступав до січня 2018 року, після чого став гравцем іншої команди Першої ліги «Славен Белупо», де швидко став основним гравцем команди.
13 лютого 2020 року підписав угоду на 1,5 роки з полтавською «Ворсклою». Дебют у чемпіонаті України відбувся 22 лютого 2020 року в матчі проти київського «Динамо» (1:2). Разом з командою дійшов до фіналу Кубку України 2019/20, де полтавці поступилися «Динамо» в серії пенальті.

## Досягнення
- Фіналіст Кубка України: 2019/20